# Hejőpapi
Hejőpapi is een plaats (község) en gemeente in het Hongaarse comitaat Borsod-Abaúj-Zemplén. Hejőpapi telt 1248 inwoners (2001).